# 鍾兆斗
鍾兆斗（1554年—？），字秉文，號乾所，浙江嘉興府海鹽縣人，民籍，明朝政治人物，屬浙黨。

## 生平
浙江十九年（1591年）辛卯科鄉試第四名舉人。萬曆二十年（1592年）聯捷壬辰科三甲第二名進士。工部觀政，授中书舍人，二十五年貴州主考，二十六年行取，二十八年四月考选，授工科給事中，三十年巡青，三十三年养病。三十九年京察，首輔沈一貫欲庇護親信，忌憚吏部左侍郎楊時喬，準備讓兵部尚書蕭大亨主持，因次輔沈鯉反對未果。楊時喬果然與都御史溫純整頓偏私，給事中錢夢皐，御史張似渠、于永清等皆在清查之列，又以年例將鍾兆斗外放，造成沈一貫密奏神宗告狀，錢夢皐並重提楚王之事，稱楊時喬等京察作為是郭正域指使。神宗果然下旨留夢皐等科道被察官員，並斥責楊時喬等報復。夢皐又聯合鍾兆斗接連上疏，批判溫純，語及時喬。後來溫純去官，夢皐、兆斗也辭職歸里。

## 家族
曾祖父鍾海，江西萬安縣縣丞，贈刑部主事；祖父鍾梁，正德甲戌進士，歷任濟南、南昌知府；父親鍾韶，任公安縣教諭，封中书舍人。母沈氏，贈孺人。严侍下。有子汝带、如砺。